# Смолиговка (Смоленская область)
 Смолиговка  — деревня  в  Смоленской области России,  в Руднянском районе. Расположена в западной части области  в 21  км к юго-востоку от Рудни, в 30 км северо-западнее Смоленска,  к югу от автодороги  А141 Орёл — Витебск и станции Голынки на железнодорожной ветке Смоленск – Витебск. Население — 562 жителя (2007 год). Административный центр Смолиговского сельского поселения.

## Экономика
Сельхозпредприятие «Смолиговка», дом культуры